# Circus Beach
Circus Beach är en strand i Australien. Den ligger i kommunen Manjimup och delstaten Western Australia, omkring 350 kilometer söder om delstatshuvudstaden Perth. Circus Beach ligger vid sjön Crinia Lake.
Genomsnittlig årsnederbörd är 1 381 millimeter. Den regnigaste månaden är september, med i genomsnitt 215 mm nederbörd, och den torraste är januari, med 18 mm nederbörd.